# Vrchovnice
Vrchovnice (en allemand : Wrchownitz) est une commune du district de Hradec Králové, dans la région de Hradec Králové, en République tchèque. Sa population s'élevait à 66 habitants en 2022.

## Géographie
Vrchovnice se trouve à 11 km au sud-est de Hořice, à 14 km au nord-nord-ouest de Hradec Králové et à 98 km à l'est-nord-est de Prague.
La commune est presque entièrement entourée par Hořiněves à l'exception d'une limite commune longue de 300 m avec Benátky à l'ouest.

## Histoire
La première mention écrite de la localité date de 1355.

## Transports
Par la route, Vrchovnice se trouve à 10 km de Smiřice, à 17 km de Jaroměř, à 18 km de Hradec Králové et à 127 km de Prague. 